# قطعنامه ۱۶۷ شورای امنیت
قطعنامه ۱۶۷ شورای امنیت سازمان ملل متحد که در تاریخ ۲۵ اکتبر ۱۹۶۱ تصویب شد، سندی بین‌المللی دربارهٔ پذیرش اعضای جدید سازمان ملل متحد: موریتانی است. این قطعنامه طی نشست ۹۷۱ام با ۹موافق، ۱ مخالف و ۱ ممتنع تصویب شد.